# Sarrat dera Gireta
El Sarrat dera Gireta és una serra situada al municipi de Naut Aran a la comarca de la Vall d'Aran, amb una elevació màxima de 2.574 metres.